# Нібилескея покрівельна
Нібилескея покрівельна (Pseudoleskeella tectorum) — вид мохів порядку гіпнобрієвих (Hypnales).

## Поширення
Ареал охоплює такі частини світу: Європа, Північна Африка, Північна Америка, Азія.
Населяє затінені вапняні породи, затінені основи дерев або деревини; на висотах від 0 до 4000 метрів.

## Характеристика
Рослини темно-оливково-зелені або рідше жовто-зелені. Стебла щільно притиснуті до субстрату, гілки притиснуті. Стеблові листки яйцеподібні, різко звужені до верхівки, увігнуті, не складчасті, 0.4–1.2 мм, 1.5–2:1; краї рівні або рідко загнуті проксимально, цільні; верхівка коротко-загострена. Листя гілок від яйцюватих до майже округлих, 0.4–0.8 мм. Столонієві листки широко-яйцюваті чи майже округлі. Коробочкові ніжки червоно-бурі, 0.1–0.2 см. Коробочка похила, субциліндрична, асиметрична, 1.5–2.5(3) мм. Спори 10–18 мкм.